# Општина Помезеу (Бихор)
Помезеу (рум. Pomezeu) општина је у Румунији у округу Бихор.
Oпштина се налази на надморској висини од 148 m.